# Peixotoa octoflora
Peixotoa octoflora är en tvåhjärtbladig växtart som beskrevs av C. Anderson. Peixotoa octoflora ingår i släktet Peixotoa och familjen Malpighiaceae. Inga underarter finns listade i Catalogue of Life.